# LABCRY
LABCRY（ラブクライ）は三沢洋紀が中心となって結成されたサイケデリック・ロックバンド。1995年結成。

## 概要
大阪で三沢洋紀のソロプロジェクトとして活動開始。95年頃から羅針盤や埋火のベーシストでGYUUNEカセットを主宰する須原敬三のサポートの下、メンバーチェンジを繰り返しながらもいくつかのライブに出演する。1997年に1stアルバムA MESSAGE FROM THE FOLKRIDERSを発表する。その後村上ゴンゾ、NANA、宮地健作、清水恒輔、斉藤晃彦を中心とした6人で活動を開始する。
羅針盤、渚にてと並び関西三大うたものバンドと称される。

### アルバム
- A MESSAGE FROM THE FOLKRIDERS（1997年10月10日）
- COSMOS DEAD（1998年12月20日）
- 平凡（1999年10月8日）
- I Bring you down to underground（2001年6月5日）
- LABDRY（2003年8月27日）
- LABDRY LIVE 円盤 BOX vol.1

### 参加作品
- SO FAR SONGS（2000年09月10日）
- TONE POEM ARCHIVES（2001年03月21日）
- MIRROR BALL SONGS/tribute to Neil Young（2001年4月25日）
- UNRESTING WEEKENDS(ガンバ大阪スタジアムサウンドトラック)（2004年4月28日）